# Pásztohy András
Pásztohy András (Polgárdi, 1949. október 1. –) magyar állattenyésztő üzemmérnök, politikus, országgyűlési képviselő.

## Életpályája

### Iskolái
Az általános iskolát szülővárosában járta ki. A középiskolát Székesfehérváron végezte el; 1969-ben érettségizett az Ybl Miklós Gimnáziumban. 1970–1973 között a Kaposvári Mezőgazdasági Főiskola hallgatója volt. 1986–1990 között a Politikai Főiskola gazdaságpolitikai szakos hallgatója volt.

### Pályafutása
1969–1970 között sorkatonai szolgálatot teljesített Kalocsán, törzsőrmesteri ranggal szerelt le. 1973–1983 között a mernyei Új Barázda Mgtsz-ben gyakornok, telepvezető, ágazatvezető, főágazatvezető és elnökhelyettes volt. 1983–1992 között a szentgáloskéri Béke Tsz. elnöke volt. 1991–1994 között tagja volt az Alpok–Adria Munkaközösség mezőgazdasági bizottságának. 1992–1997 között a Pannon Agráregyetem kaposvári kara kari tanácsának a tagja volt. 1992–1999 között a Somogy Megyei Vállalkozásfejlesztési Kuratórium tagja volt. 1992-től a Kaposvári Agroker Rt. igazgatótanácsának elnöke. 1992–2000 között az Agrária Mezőgazdasági Szövetkezet igazgatóságának elnöke volt. 1998-tól a Dél-dunántúli Gabona Rt. igazgatótanácsának elnöke. 2000–2004 között az Agrária Rt. elnök-vezérigazgatója volt. 

### Politikai pályafutása
1975–1989 között a MSZMP tagja volt. 1980–1990 között, valamint 1994–2006 között országgyűlési képviselő (1980–1990 és 1994–1998: Kaposvár; 1998–2006: Somogy megye; 1994-: MSZP) volt. 1985–1990 között a Településfejlesztési és környezetvédelmi bizottság tagja volt. 1989-től a MSZP tagja. 1990-ben és 2006-ban országgyűlési képviselőjelölt volt. 1990–1994 között a Somogy Megyei Közgyűlés tagja volt. 1990–2006 között mernyei önkormányzati képviselő volt. 1992–1994 között az MSZP országos választmányi tagja volt. 1994-től az agrártagozat alelnöke. 1994–1998 között, valamint 2002–2004 között a Mezőgazdasági bizottság alelnöke, 1998–2002 között tagja volt. 1998–2002 között a Vidékfejlesztési albizottság tagja volt. 1998–2002 között A Magyar-Horvát Parlamentközi Vegyes Bizottság magyar albizottságának tagja volt. 1998–2002 között Mernye alpolgármestere volt. 2002–2004 között az Ügyrendi bizottság tagja volt. 2003–2004 között az MSZP frakcióvezető-helyettese volt. 2004–2006 között a Földművelésügyi és Vidékfejlesztési Minisztérium politikai államtitkára volt. 

## Családja
Szülei Pásztohy Domokos (1925–?) pedagógus és Disznósi Katalin (1925–?) mérlegképes könyvelő voltak. 1973-ban házasságot kötött Németh Mártával. Két gyermekük született: András (1975–) és Katalin (1977–).

## Könyvei
- Vuk - iskolai felkészítő 7 éves korig (2006)
- Vuk - iskolai foglalkoztató 9 éves korig (2006)
- A kisegér, aki majdnem hős lett (2016)

## Díjai
- Somogyért Alkotói Díj (1993)
- Szövetkezetért (MOSZ) kitüntetés (1995)
- Mernye díszpolgára (2005)